# Христо Бонев
Хри́сто Бо́нев (болг. Христо Атанасов Бонев, нар. 3 лютого 1947, Пловдив) — болгарський футболіст, нападник. По завершенні ігрової кар'єри — футбольний тренер.
Як гравець насамперед відомий виступами за пловдивський «Локомотив» та національну збірну Болгарії, протягом 30 років утримував звання найкращого бомбардира в історії болгарської національної команди.

## Клубна кар'єра
У дорослому футболі дебютував 1959 року виступами за команду клубу «Локомотив» (Пловдив), в якій провів вісім сезонів, взявши участь у 64 матчах чемпіонату.
Протягом 1967—1968 років захищав кольори команди клубу ЦСКА (Софія).
Своєю грою за останню команду знову привернув увагу представників тренерського штабу клубу «Локомотив» (Пловдив), до складу якого повернувся 1968 року. Цього разу відіграв за команду з Пловдива наступні одинадцять сезонів своєї ігрової кар'єри. В новому клубі був серед найкращих голеодорів, відзначаючись забитим голом в середньому майже у кожній другій грі чемпіонату.
1979 року уклав контракт з грецьким клубом АЕК, у складі якого провів наступні два роки своєї кар'єри гравця.
Завершив професійну ігрову кар'єру у «рідному» «Локомотиві» (Пловдив). Прийшов до команди 1982 року, захищав її кольори до припинення виступів на професійному рівні у 1984.

## Виступи за збірну
1967 року дебютував в офіційних матчах у складі національної збірної Болгарії. Протягом кар'єри у національній команді, яка тривала 13 років, провів у формі головної команди країни 96 матчів, забивши 47 голів. Цей показник довгий час лишався рекордом результативності у складі болгарської збірної, допоки не був побитий Дімітаром Бербатовим восени 2009 року.
У складі збірної був учасником чемпіонату світу 1970 року у Мексиці та чемпіонату світу 1974 року у ФРН.

## Кар'єра тренера
Розпочав тренерську кар'єру, повернувшись до футболу після невеликої перерви, 1989 року, очоливши тренерський штаб грецького клубу «Панатінаїкос».
Надалі очолював команди грецьких клубів «Лариса» та «Іонікос», а також кіпрського АПОЕЛа та болгарського «Локомотива» (Софія).
1996 року прийняв пропозицію очолити національну збірну Болгарії, яка саме готувалася до відбору до чемпіонату світу 1998 року у Франції. Очолювана Боневим команда впевнено подолала кваліфікаційний турнір і пробилася до фінальної частини мундіалю, на якому, втім, припинила боротьбу вже на груповій стадії, здобувши лише одну нічию у трьох іграх. За декілька місяців після турніру Бонев пішов у відставку.
Згодом був німецький «Заксен», команду якого Христо Бонев очолював як головний тренер 2001 року, після чого взяв майже десятирічну паузу в тренерській роботі. 2010 року прийняв команду пловдивського «Локомотива», з якою пропрацював лише один сезон.

## Титули і досягнення
Гравець
- Футболіст року Болгарії:

1969, 1972, 1973
Тренер
- Чемпіон Греції (1):

Панатінаїкос: 1989-90
- Володар Кубка Кіпру (1):

АПОЕЛ: 1994-95